# Приятели на морето
„Приятели на морето“ е национална обща художествена изложба на съвременна българска живопис, графика и скулптура, организирана на всеки 2 години от Дружеството на бургаските художници, Бургаска художествена галерия „Петко Задгорски“ и Община Бургас.
Началото е поставено през 1960 година, като до 1970 година изложбата е ежегодна, а след това става биенале до 1984 година, когато прекъсва, за да бъде възобновено през 2004 година. Второто му издание е през 2006, а третото – през 2008 година.

## Издания

### 2004 година, 9 август – 29 октомври
Журито на биеналето е в състав: Альоша Кафеджийски, Милко Божков, Георги Трифонов, Пенка Седларска, Божидар Калъчев, Кирил Симеонов, Стоян Цанев, Живко Иванов, Светозар Бенчев. Председател е акад. Светлин Русев.
Участие в изложбата взимат 147 художника от цяла България. Наградените са:
- за живопис – Виолета Масларова за картината „Бряг 1“,
- за живопис – Кирил Симеонов за картината „Градината Бургас“,
- за графика – Илияна Камбурова за графиката „Очакване 1“,
- за скулптура – Цветослав Христов за скулптурата „Портрет на баща ми“.[2]

### 2006 година, 18 август
Журито е председателствано от Стоян Цанев и е в състав проф. Георги Чапкънов, Милко Божков, Надежда Кутева, доц. Марин Добрев, доц. Димо Колибаров, доц. Светозар Бенчев, Цветослав Христов, Георги Динев и зам.-кмет на Бургас Атанас Бошев.
Участват 117 художника с общо 318 творби. Наградените са:
- специална награда на журито – Ненко Токмакчиев за акварела „След буря“,
- за живопис – Даниел Дянков за картината „Корабът“,
- за графика – Цветан Казанджиев за графиката „Реквием 2“,
- за скулптура – Огнян Петков за скулптурата „Богородица“.[2]

### 2008 година, 15 август
Журито е в състав Димитър Рашков, Ганчо Карабаджаков, Владимир Чукич, доц. Димо Колибаров, доц. Светозар Бенчев, Иван Бахчеванов, Божидар Калъчев, Георги Динев и зам.-кмета на Бургас Йорданка Ананиева. Председател на журито е доц. Марин Добрев.
Участват 125 художника с общо 180 творби. Наградените са:
- за живопис – Атанас Атанасов за „Портрет на Христо Фотев“,
- за графика – Красимир Зинин за „Глаголически знаци“,
- за скулптура – Николай Караманов за „Целулоза“,
- награда за млад художник до 30 години и дебют – Христо Динев за „Мистериозното гнездо“ и „Сънят“,
- награда на Община Бургас – Димитър Рашков за пластиката „Свети Никола“.[2]

### 2010 година, 15 август
Жури: Стоян Цанев – председател на журито (Бургас), Надежда Кутева – художник (София), Стоимен Стоилов – художник (Варна), Милко Божков – художник (Варна), проф. Цветослав Христов – художник (София), Иван Бахчеванов – художник (директор на Градската художествена галерия в Созопол), Кольо Кехайов – художник (Бургас, уредник в БХГ „Петко Задгорски“), Георги Петков – художник (Бургас), Георги Динев – художник (председател на Дружество на художниците в Бургас), Йорданка Ананиева – заместник-кмет по култура, образование и вероизповедание в Община Бургас.
Участват 158 автора. Наградени:
- за живопис – Иван Бахчеванов, Бургас, „Четири измити спомена от едно плаване по непознато море“, 114 х 114 см. акрил
- за графика – Дарина Пеева, Бургас, „Х – генерация“, 60 х 70 см. смесена техника
- за скулптура – Свилен Костадинов, Пловдив, „Мотив от Черноморец I“ 17 x 18 x 48 см. габро

Награда на Община Бургас – разделя се между:
- Чавдар Петров, Видин, „Нощ край морето“, 100 х 120 см. м.б./платно
- Траяна Панайотова, Ямбол, „Композиция“, 100 х 100 х 80 см., хартия/текстил

Награда за млад художник – Анелия Николова, Бургас, „Хартиени птици“, 50 х 70 см. м.б./картон

### 2016 година, 15 август
Участват: 180 автори с 228 творби.
Награда на Община Бургас:
- за живопис – Атанас Хранов, Пловдив
- за графика – Владимир Чукич, Кърджали
- за скулптура – Валентин Господинов, Кюстендил

Награда за млад художник:
- Борис Иванов, Варна

Награда на Бургаската художествена галерия:
- Тодор Терзиев, Сливен
- Мария Алексиева, Бургас [3]

### 2018 година, 7 юли
Жури: Любен Генов – председател, и членове – Атанас Хранов, Васил Маргаритов, Димо Колибаров, Георги Динев, Добрин Вътев и Митко Иванов
Награда на Община Бургас:
- за живопис – Иво Бистрички, „Платформа“, 120х120 см, акрил, платно
- за графика – Тодор Овчаров, „Добавени стойности“ I, 96х68 см, литография 2017 г.
- за скулптура – Женя Адамова, „Момичето със сините очи“, 17х28х20 см, шамот

Награда на името на Тодор Атанасов:
- Зоран Мише, „The Silencer – under water I“, 86х61 см, офорт, акватинта

Награда за млад художник:
- Елисавета Ангелова „Семеен потрет“, 90х70 см, акрил, платнокартон

Награда на Бургаската художествена галерия:
- Георги Петков „Прозорец“, 93х120 см, акрил, платно.[4]

### 2020 година, 4 септември
Жури: доц. Георги Минчев – скулптура, преподавател във ВТУ – В. Търново, Румен Нечев – графика, художник от гр. Пловдив, Георги Динев – директор на БХГ „Петко Задгорски“, гр. Бургас, Добрин Вътев – председател на ДБХ – Бургас, преподавател в НХА Филиал Бургас, Георги Петков – художник, гр. Бургас, член на СБХ, Иво Бистрички – художник, гр. Бургас, член на СБХ, Диана Саватева – Заместник-кмет Култура, туризъм и спорт – гр. Бургас.
Участват 117 автора. Наградени:
Награда на Община Бургас:
- за живопис – Живко Иванов за творбата „В края на сезона“
- за графика – Димитър Каратонев за творбата „Пристан“
- за скулптура – Иван Тотев за творбата „Столът“

Награда на името на Тодор Атанасов:
- Емануела Ковач за творбата „Морето само живите обича“

Награда за млад художник:
- Калия Калъчева за творбата „Златно море“

Награда на Бургаската художествена галерия:
- Пламен Аврамов за творбата „Музика I“. [5]